# Gartocharn
Gartocharn är en ort i Storbritannien.   Den ligger i kommunen West Dunbartonshire och riksdelen Skottland, i den nordvästra delen av landet, 600 km nordväst om huvudstaden London. Gartocharn ligger 44 meter över havet och antalet invånare är 250.
Terrängen runt Gartocharn är kuperad västerut, men österut är den platt.Runt Gartocharn är det tätbefolkat, med 849 invånare per kvadratkilometer. Närmaste större samhälle är Greenock, 18,0 km sydväst om Gartocharn. I omgivningarna runt Gartocharn växer i huvudsak blandskog.